# 4-Track Demos
Albums de PJ Harvey
Rid of Me
(1993) To Bring You My Love
(1995)
4-Track Demos, sorti en 1993, est le troisième album de l'auteur-compositeur-interprète britannique PJ Harvey. Il est composé des versions démo sur 4 pistes de huit des chansons de son précédent album, Rid of Me, ainsi que 6 démos de titres originaux. Selon les propos de PJ Harvey dans les interviews qu'elle a pu accorder, les quatorze titres de cet album ont été écrits et enregistrés à son domicile, du milieu de l'année 1991 à l'automne 1992.

## Liste des titres
| No  | Titre              | Durée |
| --- | ------------------ | ----- |
| 1.  | Rid of Me          | 3:42  |
| 2.  | Legs               | 3:47  |
| 3.  | Reeling            | 2:59  |
| 4.  | Snake              | 1:56  |
| 5.  | Hook               | 4:31  |
| 6.  | 50ft Queenie       | 2:48  |
| 7.  | Driving            | 2:38  |
| 8.  | Ecstasy            | 2:56  |
| 9.  | Hardly Wait        | 2:48  |
| 10. | Rub 'til It Bleeds | 5:10  |
| 11. | Easy               | 3:16  |
| 12. | M-Bike             | 2:43  |
| 13. | Yuri-G             | 3:53  |
| 14. | Goodnight          | 4:17  |